# Equirria

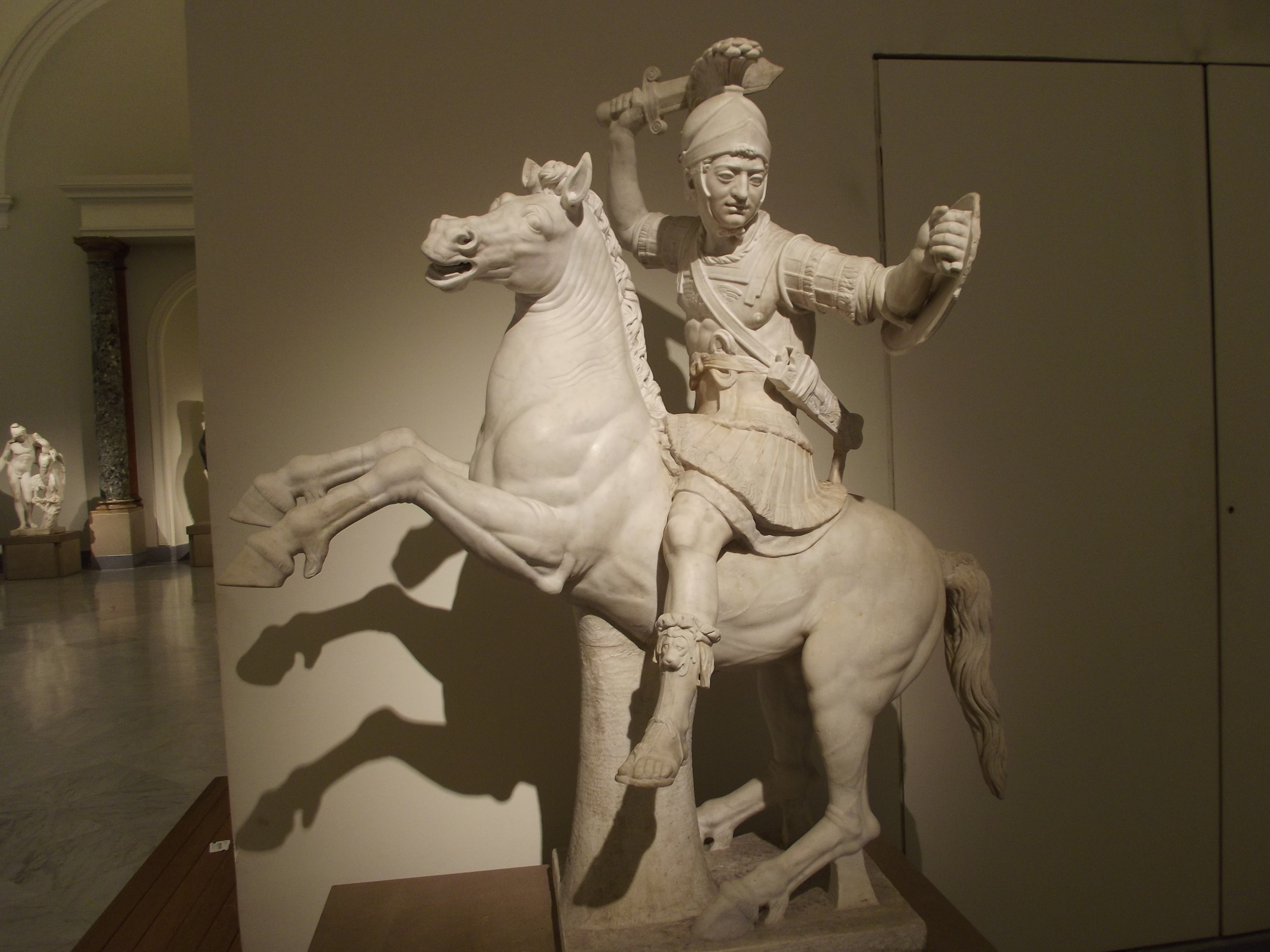
Soldat roma a cavall

L'Equirria (de vegades escrit Ecurria) era una festivitat celebrada dues vegades a l'any a l'antiga Roma en honor del déu Mart, el 24 de febrer i el 14 de març.
La paraula Equirria és una contracció de les paraules equi curria («cursa amb cavalls») i tant podien ser amb carros o només amb cavalls.

## Lloc
Les Equirria es feien al Camp de Mart, fora dels límits sagrats de la primitiva Roma (pomerium). Però el lloc exacte no és clar, s'han proposat tres enclavaments: Podia ser un espai a prop de l'altar de Mart que hi havia en aquesta zona; o en el Tarentum, el lloc on es feien els ludi tarentini, també anomenats ludi Saeculares; o el Trigarium. Quan hi havien crescudes del Tíber, les activitats es traslladaven al turó Celi, on hi havia un espai obert sense estructures permanents.

## El calendari
La tradició diu que les Equirria van ser creades per Ròmul, el rei que deia ser descendent de Mart. Les dates de l'equírria han aparegut en els calendaris més antics, fets en pedra. Michael Lipka descriu aquesta festivitat com a part d'una "focalització temporal" dins la concepció romana de divinitat. L'equírria del 24 de febrer, donava l'inici a un seguit de dies dedicats a Mart, de vegades compartits amb altres divinitats, com el calendes, compartit amb Juno; després hi havia una segona Equírria el 14 de març, uns dies després venia l'Agonàlia del 17 de març i el Tubilustrium del 23 de març.
En acabar la temporada de guerra hi havia una tercera Equirria, el 15 d'octubre, que precedia a dues festes més en honor de Mart: l'Armilustrium del 19 d'octubre i el Tubilustrium del 23 d'octubre.
L'Equírria del febrer coincidia amb l'acabament de l'any, segons el calendari romà. La del març se celebrava el dia abans de l'idus, que marcava la commemoració de l'Anna Perenna, el nom de la qual expressava la continuació de l'any. L'equírria del 14 de març i el Regifugium eren les dues festivitats que calia celebrar en un dia parell del calendari, fet per al qual encara no s'ha trobat explicació. Georg Wissowa creu que l'equírria del març probablement es va començar a celebrar l'idus però es va passar al dia anterior per no entrar en conflicte amb altres celebracions religioses; altres creuen que van desplaçar l'equírria a un dia que els convenia entre les nonae i l'idus, però que era casualitat si coincidia amb la vespra de l'idus. També hi ha la possibilitat que canviés de data degut als reajustaments en passar d'un calendari lunar al recompte anual, en relació al sol, però fos com fos, les curses de cavalls marcaven els acabaments de l'any.

## Interpretació
Originalment, les Equirria podien haver destacat per les curses a cavall, com passava amb les antigues celebracions de la Consuàlia i els Ludi taurii. Més que per les curses de carros. era una manera de congraciar-se amb els déus de l'inframón (di inferi). Hendrik Wagenvoort ha especulat que l'arcaic déu Mart, abans d'adquirir forma humana, "era concebut com el déu de la mort i de l'inframón amb forma de cavall."
William Warde Fowler interpreta aquesta festivitat com una lustratio o purificació dels cavalls, establint un paral·lelisme amb l'armilustrium (purificació de les armes), ja que els cavalls eren part important en les estratègies de guerra. Aquesta teoria es basa també en que tenien lloc dins d'un període generalment acceptat com "el festival en honor de Mart", o bé a la cloenda del període de guerres, a l'octubre. L'escassetat de proves sobre l'Equírria, igual com passa amb altres festes arcaiques, pot indicar que es van conservar pel bé de la tradició religiosa, encara que no anessin adreçades a les masses populars.